# 粉遊び
粉遊び（こなあそび、英題: Powder Game）は、ha55iiが開発した、サンドボックスゲームである。
現在、DAN-BALL公式サイトとiOS、Android、及びAmazon Fire OSでプレイ可能。

## 概要
地球上のあらゆる物質を「粉」という概念でエミュレートするゲームであり、反応を楽しんだり、粉独特の色を使い絵を描いたりするなど、様々な遊び方ができる。
また、サーバーに作品を投稿し、世界中の人に作品を公開する機能を備えている。

## 公式サイト
- 粉遊び - DAN-BALL公式サイト